# 광주 이씨 광릉부원군파 묘역
광주 이씨 광릉부원군파 묘역(廣州 李氏 廣陵府院君派 墓域)은 조선 세종 때부터 연산군에 이르기까지 일곱 왕을 섬기면서 도덕정치를 실천한 영의정 광릉부원군 이극배와 그 후손들의 묘가 있는 곳이다.

## 개요
조선 세종 때부터 연산군에 이르기까지 7명의 왕을 섬기면서 도덕정치를 실천한 광릉부원군 이극배(1422∼1495)와 그 후손들의 묘이다.
이극배는 세종 29년(1447) 사마시에 합격하여 진사가 되고, 그해 식년문과에 정과로 급제하였다. 세조가 왕위에 오르는 데에 큰 공을 세워 좌익공신 3등에 기록되고, 이어 광릉군에 봉해졌다. 1459년 북방의 야인정벌 때 신숙주의 종사로 출전하였으며, 1462년부터 이조·예조·병조·형조의 판서를 두루 역임하였다. 성종 10년(1479) 영중추부사가 되었고, 1481년부터 2년 동안의 흉년이 발생하였을 때에는 진휼사로 활약하였다. 성종 16년(1485) 우의정이 되었고, 1493년 영의정에 임명되었으나 노병을 구실로 사양하였으며, 다시 광릉부원군에 봉해졌다.
묘역은 서울특별시 강동구 암사동에 있으며, 이 가운데 이극배의 묘는 연산군 1년(1495)에 조성된 것으로 부인 경주 최씨와 쌍분을 이루고 있다. 묘 앞에는 묘비·상석·장명등(長明燈:무덤 앞에 세우는 돌로 만든 등)이 있고 좌우로는 문인석·무인석이 각 2쌍씩 있다. 신도비(神道碑:왕이나 고관 등의 평생 업적을 기리기 위해 무덤 근처 길가에 세운 비)는 연산군 2년(1496)에 세워졌는데, 비문은 명필가로 유명한 예조판서 겸 예문관 제학 신종호가 지은 것이다. 머릿돌에 새겨진 특이한 구름무늬와 비문의 서체, 정교한 석공기술은 커다란 예술적·기술적·학술적 가치를 지닌다.